# Star Trek: The Kobayashi Alternative
Star Trek: The Kobayashi Alternative est un jeu vidéo de type fiction interactive développé par Micromosaics et édité par Simon & Schuster, sorti en 1985 sur IBM PC, Mac, Apple II et Commodore 64,.